# Kulovesi
Le Kulovesi est un lac situé à Nokia et Sastamala en Finlande,.

## Présentation
Le lac Kulovesi a une superficie de 36,4 kilomètres carrés et une altitude de 57,5 mètres.
Le lac Pyhäjärvi s'écoule par la rivière Nokianvirta vers le lac Kulovesi à l'ouest et le lac Kyrösjärvi à travers une chaîne de lacs (le dernier étant Mahnalanselkä - Kirkkojärvi) et les rapides Siuronkoski au nord.